# Verklista för Edvard Grieg
Musikaliska verk av Edvard Grieg (1843–1907) i utdrag:

## Orkesterverk
- Op.16 Konsert för piano och orkester i a-moll
- Op.23 Peer Gynt (tonsättning till Henrik Ibsens drama Peer Gynt)
- Op.46 Peer Gynt Svit nr I, 4 nummer ur akt II-IV (Op.23)
- Op.53 To Melodier for Strykeorkester etter egne Sanger, instrumentalarrangemang av sånger ur op.21 och op.33
- Op.55 Peer Gynt Svit nr II, 4 nummer ur akt II, IV och V (Op.23)
- Op.56 Tre orkesterstycken ur Sigurd Jorsalfar (Op.22)
- Op.64 Symfoniske danser

## Kammarmusik
- Op.8 Sonat för violin och piano Nr 1 i F-dur
- Op.13 Sonat för violin och piano Nr 2 i G-dur
- Op.27 Stråkkvartett i g-moll
- Op.36 Sonat för cello och piano i a-moll
- Op.45 Sonat för violin och piano Nr 3 i c-moll

## Pianoverk
- Op.1 Fire pianostykker
- Op.3 Poetiske Tonebilder
- Op.6 Humoresker
- Op.7 Pianosonat i e-moll
- Op.17 25 Norske folkeviser og danser
- Op.19 Folkelivsbilder
- Op.24 Ballade i form av variasjoner over en norsk folkvise i g-moll
- Op.28 Albumblad
- Op.29 Improvisata over to norske folkeviser
- Op.37 Valse-kapriser (två- eller fyrhändigt)
- Op.41 Pianostycken efter egna sånger, med: Vuggesang, Liden Håkon, Jeg elsker dig, Hun er saa hvid, Prinsessen, Jeg giver mit digt til våren
- Op.52 Pianostycken efter egna sånger, med: Modersorg, Det første møte, Du fatter ei Bølgernes evige Gang, Solveigs sang, Kjærlighed, Du gamle Mor
- Op.66 19 norske folkeviser
- Op.72 Slåtter (17 stycken för hardingfela arrangerade för piano)
- Op.73 Stemninger (7 stycken, varav ett dedicerat åt Chopin)

### "Lyriska stycken"
- Op.12 Lyriske stykker, hefte I
- Op.38 Lyriske stykker, hefte II
- Op.43 Lyriske stykker, hefte III
- Op.47 Lyriske stykker, hefte IV
- Op.54 Lyriske stykker, hefte V (delvis även arrangerat för orkester)
- Op.57 Lyriske stykker, hefte VI
- Op.62 Lyriske stykker, hefte VII
- Op.65 Lyriske stykker, hefte VIII
- Op.68 Lyriske stykker, hefte IX (delvis även arrangerat för orkester)
- Op.71 Lyriske stykker, hefte X

### Fyrhändigt piano
- Op.14 To symfoniske stykker, ur Symfoni i c-moll (EG 119)
- Op.35 Norske danser

## Sång och piano
- Op.2 Fire sanger (av H. Heine och A. v.Chamisso)
- Op.4 Seks Digte (av H. Heine, L. Uhland och A. v.Chamisso)
- Op.5 Hjertets melodier (av Hans Christian Andersen)
- Op.9 Romancer og Ballader (av Peter Andreas Munch)
- Op.10 Fire Romancer (av Christian Winther)
- Op.15 Romancer (av H. Ibsen, H.C. Andersen och C. Richardt)
- Op.18 Romancer og Sange (av H.C. Andersen et al.)
- Op.21 Fire dikte fra "Fiskerjenten" (av Bjørnstjerne Bjørnson)
- Op.25 Seks digte (av Henrik Ibsen) "Ibsensangene"
- Op.26 Fem digte (av John Paulsen)
- Op.33 Tolv Melodier (dikter av A. O. Vinje) "Vinjesangene"
- Op.39 Romancer (ældre og nyere), (av Bjørnstjerne Bjørnson et al.)
- Op.44 Reiseminner fra Fjeld og Fjord (av Holger Drachmann)
- Op.48 Seks sange (av J.W. v.Goethe et al.)
- Op.49 Seks dikte (av Holger Drachmann)
- Op.58 Norge (av John Paulsen)
- Op.59 Elegiske digte (av John Paulsen)
- Op.60 Digte (av Vilhelm Krag)
- Op.61 Barnsånger (av Nordahl Rolfsen et al.)
- Op.67 Haugtussa (av Arne Garborg)
- Op.69 Fem digte (av Otto Benzon) med: Der gynger en Båd på Bølge, Til min Dreng, Ved Moders Grav, Snegl, Snegl!, Drømme
- Op.70 Fem digte (av Otto Benzon) med: Eros, Jeg lever et Liv i Længsel, Lys Nat, Se dig for, Digtervise

## Opera
- Op.50 Olav Trygvason (Libretto av Bjørnstjerne Bjørnson), ej fullbordad

## Kör
- Op.20 Foran Sydens Kloster (av Bjørnstjerne Bjørnson), för sopran, alt, damkör och orkester
- Op.22 Musik till dramat "Sigurd Jorsalfar" (av Bjørnstjerne Bjørnson), för tenor/baryton, manskör och orkester
- Op.30 Album för manskör, 12 sånger för tenor, baryton, bas-baryton och kör
- Op.31 Landkjenning (av Bjørnstjerne Bjørnson), för baryton, manskör och harmonium
- Op.74 4 Salmer fritt efter gamle norske Kirkemelodier, för baryton och blandad kör

## Diverse
- Op.11 I høst, för orkester eller fyrhändigt piano
- Op.32 Den Bergtekne, för baryton, stråkorkester och horn
- Op.34 To elegiske melodier, för stråkorkester eller piano, med Hjertesår och Våren.
- Op.40 Svit Fra Holbergs tid, för piano eller orkester
- Op.42 Bergliot (av Bjørnstjerne Bjørnson), melodram för talare och piano eller orkester
- Op.51 Gammel norsk melodi med variasjoner, för fyrhändigt piano eller orkester
- Op.63 To nordiske melodier, för stråkorkester eller piano, med I folketonestil och Kulok og Stabbelåten

Dessutom finns närmare hundra verk utan opusnummer (EG 101–181), exempelvis EG 119 Symfoni i c-moll och EG 120, Griegs ofullbordade andra pianokonsert, i h-moll. 